# Tregellasia
Tregellasia – rodzaj ptaków z podrodziny gwizdaczy (Eopsaltriinae) w obrębie rodziny skalinkowatych (Petroicidae). 

## Zasięg występowania
Rodzaj obejmuje gatunki występujące we wschodniej i północno-wschodniej Australii oraz na Nowej Gwinei.

## Morfologia
Długość ciała 11,5–14,5 cm; masa ciała 12–19,4 g.

## Systematyka
Rodzaj zdefiniował w 1912 roku australijski ornitolog Gregory Macalister Mathews na łamach „Austral Avian Record”. Jako gatunek typowy Mathews wyznaczył gwizdacza białogardłego (T. capito). 

### Etymologia
Tregellasia: Thomas Henry Tregellas (1864–1938), australijski ornitolog.

### Podział systematyczny
Do rodzaju należą następujące gatunki:
- Tregellasia leucops (Salvadori, 1875) – gwizdacz białolicy
- Tregellasia capito (Gould, 1854) – gwizdacz białogardły